# ダンジョン (コンピュータゲーム)
ダンジョン (Dungeon) は最初期のコンピュータRPGの一つ。DEC社のPDP-10による、メインフレーム上で動作していた。同時期に他の同名ゲームも存在したが、これについては以下を参照。

## 歴史

### 一作目
1975年～1976年頃に、ドン・ダグロウと、それを引き継いだクレアモント大学センター（現在のクレアモント大学院大学）の生徒によって作られた。これは当時としては新たな遊びだったテーブルトークRPG『ダンジョンズ&ドラゴンズ 』(通称『D&D』) を、無許可でコンピュータゲーム化したものであり、複数プレイヤーのパーティがモンスターの出現するダンジョン内を動くというものであった。プレイヤーは、戦闘中にどのようなアクションを取るか、パーティに所属する各キャラクターをどこに動かすかを選択する。だがゲーム進行は現在と比べるととても遅かった。各キャラクターは『D&D』同様に経験値を稼ぎ、"レベル"が上がるにつれスキルを習得し、他にも『D&D』の基本仕様の多くが反映されている。
本来全てテキスト（文字）表示のみでプレイされるものだったが、ライン・オブ・サイトによる、グラフィックディスプレイを採用した最初期のゲームでもあり、コンピュータグラフィックスを使用し、ゲームフィールド内にはパーティから見て一部に表示されないダンジョンマップが構成されていた。様々な明るさや暗さ、エルフやドワーフのインフラビジョン（暗視）能力なども表現されていた。  
当初はプレイヤーが確認するゲームの状態を、毎秒10～30文字程度、すなわち一分以上かかる印刷速度のテレタイプ端末やプリンター上に印刷していたが、多くの大学のコンピュータ端末が1970年代中頃までにブラウン管に切り替えられたため、テキスト画面が数秒で切り替えられるようになった。

### 二作目
1970年代中頃にリリース。DECUSを通して広く利用可能だった一方で、大学とシステムによる利用実績は、一作目より前に作られた『スタートレック』よりも少なかった。その原因は主にプログラム容量で、二作目が36KのRAMシステムだったのに対して、『スタートレック』は32Kだったためである。多くの学校が、ゲームは学生のコンピュータへの関心をひく仕掛けであると見なしていたが、数学および科学研究と学生の利用の時間を予約するため、ゲームの実際の使用は最小化したいと考えており、小さくて早いプレイを求めていた。結果として、1970年代初頭に多くの学校がゲームの制限として設けていた上限サイズ32Kは、一部の大学ではわずか16Kにまで下げられた。

### 三作目
こちらもDECUSによって配布された。『ゾーク』の開発中に作られた、『ゾーク』の別バージョンと言えるものである。後に初期のMUDのモデルとなった。

### 四作目
PLATO上で1975年に、ジョン・ダレスク(John Daleske)、ギャリー・フリッツ(Gary Fritz)、ジャン・グッド(Jan Good)、ビル・ガメル(Bill Gammel)、マーク・ナカダ(Mark Nakada)によってリリースされた。 